# Apache Portable Runtime
Pour les articles homonymes, voir APR.
L'APR (Apache Portable Runtime) est une bibliothèque logicielle pour le serveur web Apache rendant portables certaines fonctionnalités lorsqu'elles ne sont pas incluses dans le système d'exploitation. 
APR était à l'origine une partie du serveur Web Apache, mais c'est devenu un projet séparé de la fondation Apache, et elle est utilisée par d'autres applications pour assurer la portabilité.
Les fonctionnalités sont notamment :
- L'allocation dynamique de mémoire et le pool mémoire, mémoire partagée ;
- Les opérations atomiques ;
- Gestion dynamique des bibliothèques logicielles ;
- Entrées-sorties ;
- Parcourir les Paramètres de la ligne de commande ;
- Verrou (informatique) ;
- Table de hachages et tableaux ;
- Berkeley sockets et protocole ;
- Processus léger, Processus et Exclusion mutuelle ;
- mmap.

## Projets analogues
- Glib
- NSPR (Netscape Portable Runtime), voir (en) Netscape Portable Runtime (en)
- Adaptive Communication Environment[1].
- commonc++
- WxWidgets
- Qt